# Compsothespis falcifera
Compsothespis falcifera är en bönsyrseart som beskrevs av Rehn 1901. Compsothespis falcifera ingår i släktet Compsothespis och familjen Amorphoscelidae. Inga underarter finns listade i Catalogue of Life.